# Sector servicios

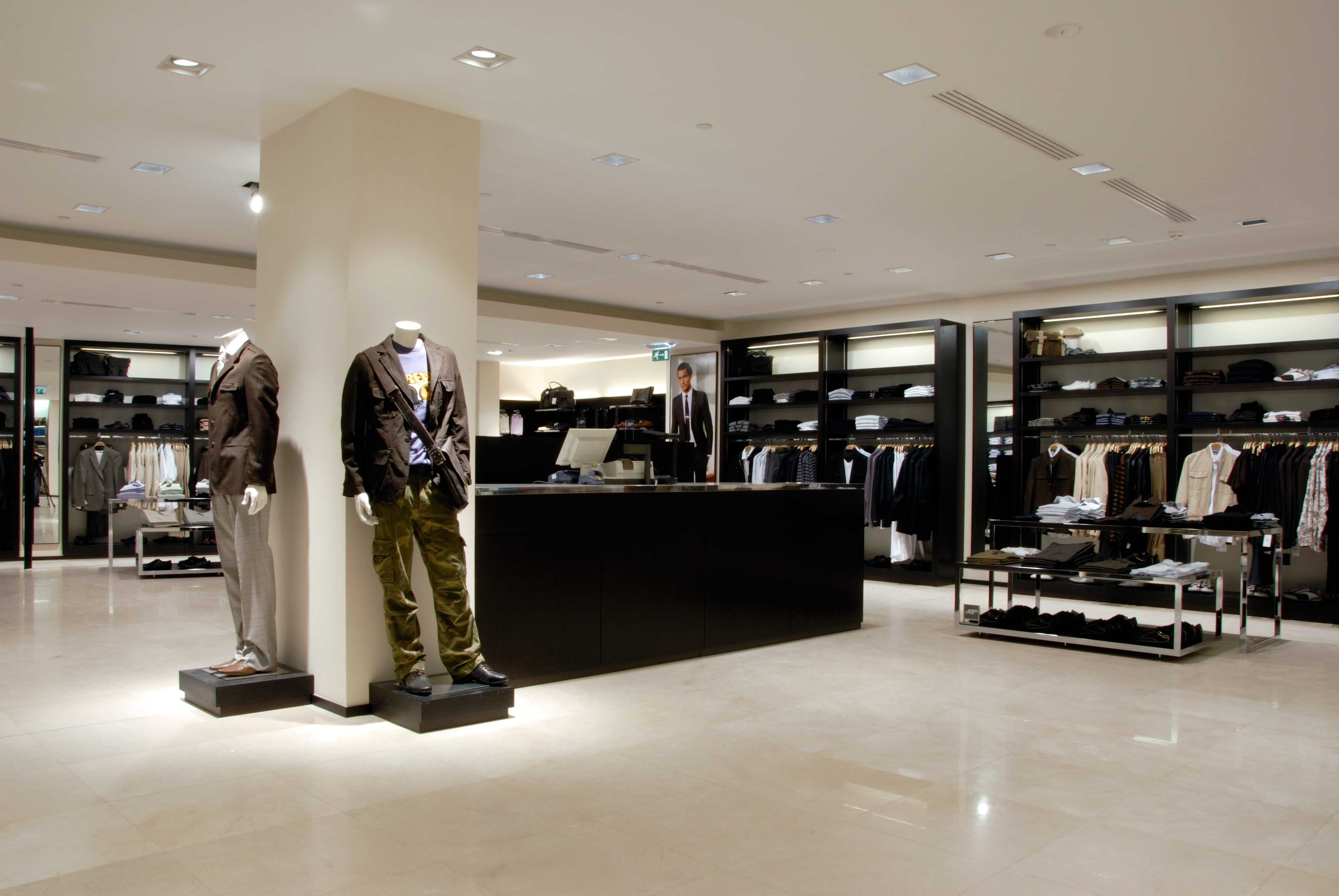
Interior de una
tienda de Zara. El comercio minorista es uno de los más cercanos representantes del sector terciario.

El sector servicios o sector terciario es el sector económico que engloba las actividades relacionadas con los servicios no productores o transformadores de bienes materiales.  Generan servicios que se ofrecen para satisfacer las necesidades de cualquier población en el mundo. 
Incluye subsectores como comercio, comunicaciones, centro de llamadas,  finanzas, turismo, hostelería, ocio, cultura, espectáculos, la administración pública y los denominados servicios públicos, los presta el Estado o la iniciativa privada (sanidad, educación, atención a la dependencia, entre otros).
Dirige, organiza y facilita la actividad productiva de los otros sectores (sector primario y sector secundario). Aunque se le considera un sector de la producción, propiamente su papel principal se encuentra en los dos pasos siguientes de la actividad económica: la distribución y el consumo.
El predominio del sector terciario frente a los otros dos en las economías más desarrolladas permite hablar del proceso de terciarización. El Premio Nobel de economía, Paul Krugman, argumenta que la menor productividad del sector servicios y la dificultad para mejorar su productividad es el principal factor del estancamiento de los niveles de vida en muchos países.

## Composición
El sector de servicios se compone de áreas de la economía tales como:
- Comercio (mayorista, minorista, franquicias)
- Actividades financieras (banca, seguros, gestión del capital y de inversión inmobiliaria)
- Servicios personales, los más importantes de los cuales son los que se identifican con el estado de bienestar (especialmente educación, sanidad y atención a la dependencia -servicios públicos, se prestan por el  Estado o por la iniciativa privada), pero también otros (como las peluquerías)
- Servicios a empresas de cualquier sector, como la gestión y administración de empresas (incluyendo el nivel ejecutivo), la publicidad y las consultorías y asesoramiento económico, jurídico, tecnológico, de inversiones, etc.
- Función pública, administración pública, actividades de representación política y de servicios a la comunidad, como las actividades   en torno a la seguridad y defensa (ejército, policía, protección civil, bomberos, etc.) y las actividades en torno a la justicia (jueces, abogados, notarios, etc.)
- Hotelería y las actividades en torno al turismo
- Las actividades en torno al ocio, la cultura, el deporte y los espectáculos, que incluyen las llamadas industrias audiovisuales o de imagen y sonido (industria musical, industria cinematográfica y similares, como los videojuegos); la industria editorial se incluye, con las artes gráficas, entre los sectores industriales (es decir, en el sector secundario)
- Transporte y comunicación (según se transladen mercancías o información)
- Medios de comunicación, especialmente los medios de comunicación de masas o sociales (periodismo escrito -prensa-, radio y televisión)
- Telecomunicaciones, especialmente los medios personales (telefonía)
- Otras aplicaciones de las tecnologías de la información y la comunicación (TIC), especialmente la informática e Internet.

Las empresas de servicio público a menudo se consideran parte del sector terciario cuando proporcionan servicios a las personas, si bien cuando se crea la infraestructura de la empresa de servicio público a menudo se considera parte del sector secundario, aunque el mismo negocio puede estar implicado en ambos aspectos de la operación. Las economías tienden a seguir una progresión de desarrollo que las lleve de una gran confianza en la agricultura hacia el desarrollo de la industria (p.ej. automóviles, textil, construcción naval, acero, minería) y finalmente hacia una estructura basada en el servicio. Mientras que la primera economía para seguir esta trayectoria en el mundo moderno fue la del Reino Unido, la velocidad en la cual otras economías han hecho más adelante la transición basada en los servicios, a veces llamados postindustriales, se ha acelerado sobre esta.

## Economía de servicios

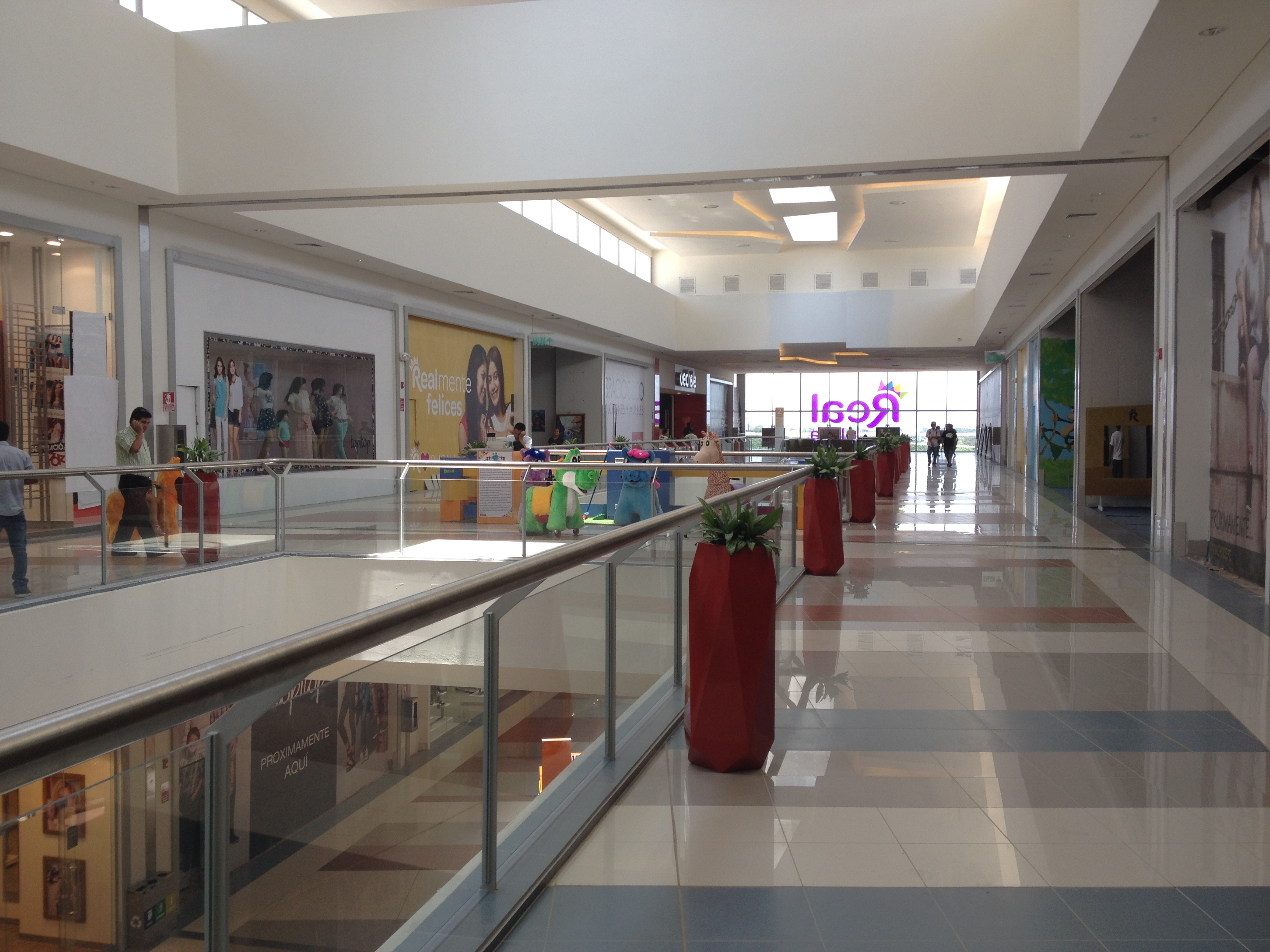
Centro comercial Real Plaza en la ciudad peruana de Pucallpa. Los centros comerciales son grandes locales en los cuales se puede encontrar gran variedad de tiendas y servicios.

El término de economía de servicios, en contraste, se refiere a un modelo en donde toda la actividad económica que sea posible se trata como servicio. Por ejemplo la IBM trata su negocio como un negocio de servicios. Aunque todavía fabrica los ordenadores de altas prestaciones para aplicaciones específicas, considera las mercancías físicas como una pequeña parte del sector de las "soluciones de negocio".
Muchas empresas han detectado que la elasticidad de la demanda para las "soluciones de negocio" es mucho menor que para equipos y componentes. También se ha producido un cambio equivalente al modelo de precio de suscripción. Esto significa que muchos fabricantes, en vez de recibir un solo pago por una parte del equipo fabricado, ahora están recibiendo un flujo constante de ingresos por sus contratos en vigor.
La industria tiende para ser más abierta al comercio internacional y a la competencia que el sector servicios. Consecuentemente, ha aumentado la tendencia a que las primeras economías industriales sufran ataques competitivos por parte de los países que se industrializaron más tarde, por ejemplo, porque los costes de producción, especialmente el del trabajo, son más bajos en estas segundas. La contracción resultante de la fabricación en las economías principales puede explicar su mayor confianza en el sector servicios.
Algunos como Paul Krugman han advertido que los servicios presentan dificultades especiales: no todos los servicios son exportables, y en la diferencia de la manufactura industrial es de esperar que muchos bienes económicos del sector servicios experimenten ganancias más bien modestas de la productividad.